# شتيفان شفاب
شتيفان شفاب (بالألمانية: Stefan Schwab)‏ (27 سبتمبر 1990 في النمسا - ) هو لاعب كرة قدم نمساوي في مركز الوسط. شارك مع منتخب النمسا تحت 19 سنة لكرة القدم ومنتخب النمسا تحت 21 سنة لكرة القدم. أما مع النوادي، فقد لعب مع أدميرا فاكر مودلينغ ورابيد فيينا ونادي ريد بل سالزبورغ وFC Lustenau 07 ‏.

## وصلات خارجية
- شتيفان شفاب على موقع الاتحاد الأوربي (الإنجليزية)
- شتيفان شفاب على موقع قاعدة بيانات كرة القدم.إي يو (الإنجليزية)
- شتيفان شفاب على موقع Soccerway.com (الإنجليزية)
- شتيفان شفاب على موقع عالم كرة القدم.نت (الإنجليزية)
- شتيفان شفاب على موقع AS.com (الإسبانية)